# Plafondverwarming
Plafondverwarming kan bestaan uit metalen stroken of cassettes zijn die aan buizenregisters worden geklemd. Het geheel wordt afgedekt met in folie gesealde isolatiedekens. Bij een tweede type liggen in spiraalvorm gebogen metalen buizen of matten van kunststofbuisjes los op standaard metalen plafondplaten. Bij een derde type zijn de spiralen of matten in de fabriek aan de platen gehecht of in een sandwichpaneel opgenomen. De inbouwhoogte van verwarmingsplafonds is, inclusief aansluitleidingen, 100 tot 150 mm.
Omdat plafondverwarming een beperkt vermogen heeft en de warmte voor een groot deel niet wordt toegevoerd op de plaats waar het grootste warmteverlies optreedt, is het meestal niet geschikt als hoofdverwarming.
Voor plafondverwarming zijn ook stralingspanelen te gebruiken. Stralingspanelen hebben een hogere temperatuur dan de hiervoor besproken verwarmingsplafonds. Door hun hoge temperatuur zijn ze alleen geschikt voor hoge ruimten (> 5m). Omdat stralingspanelen veel steviger zijn dan verwarmingsplafonds beschadigen ze minder snel en worden ze om die reden vaak toegepast in sportzalen, montagehallen en dergelijke.